# Djosers trappstegspyramid
Djosers trappstegspyramid är den äldsta pyramiden i Egypten och världens äldsta monumentalbyggnation av bearbetad sten. Pyramiden uppfördes på 2600-talet f.Kr. på order av faraonen Djoser i Sakkara vid Nilen cirka 20 kilometer söder om Kairo. Pyramiden som tjänar som grav för Djoser är i form av trappsteg i sex avsatser.

## Historia
Djoser var den första kungen av Egyptens tredje dynasti. Djosers gravområde byggdes under mer än två decennier under flera byggnadsperioder. Först byggdes ett mindre gravområde med en trappstegsmastaba. I en andra byggfas byggdes en pyramid över mastaban i fyra avsatser. Pyramiden byggdes senare högre och fick slutligen sex avsatser och hela gravområdet expanderades. Trappstegspyramiden färdigställdes på 2600-talet f.Kr. Djosers mumie är stulen av gravplundrare, men granitkistan där mumien tidigare låg finns kvar i gravkammaren under pyramiden.

## Utförande

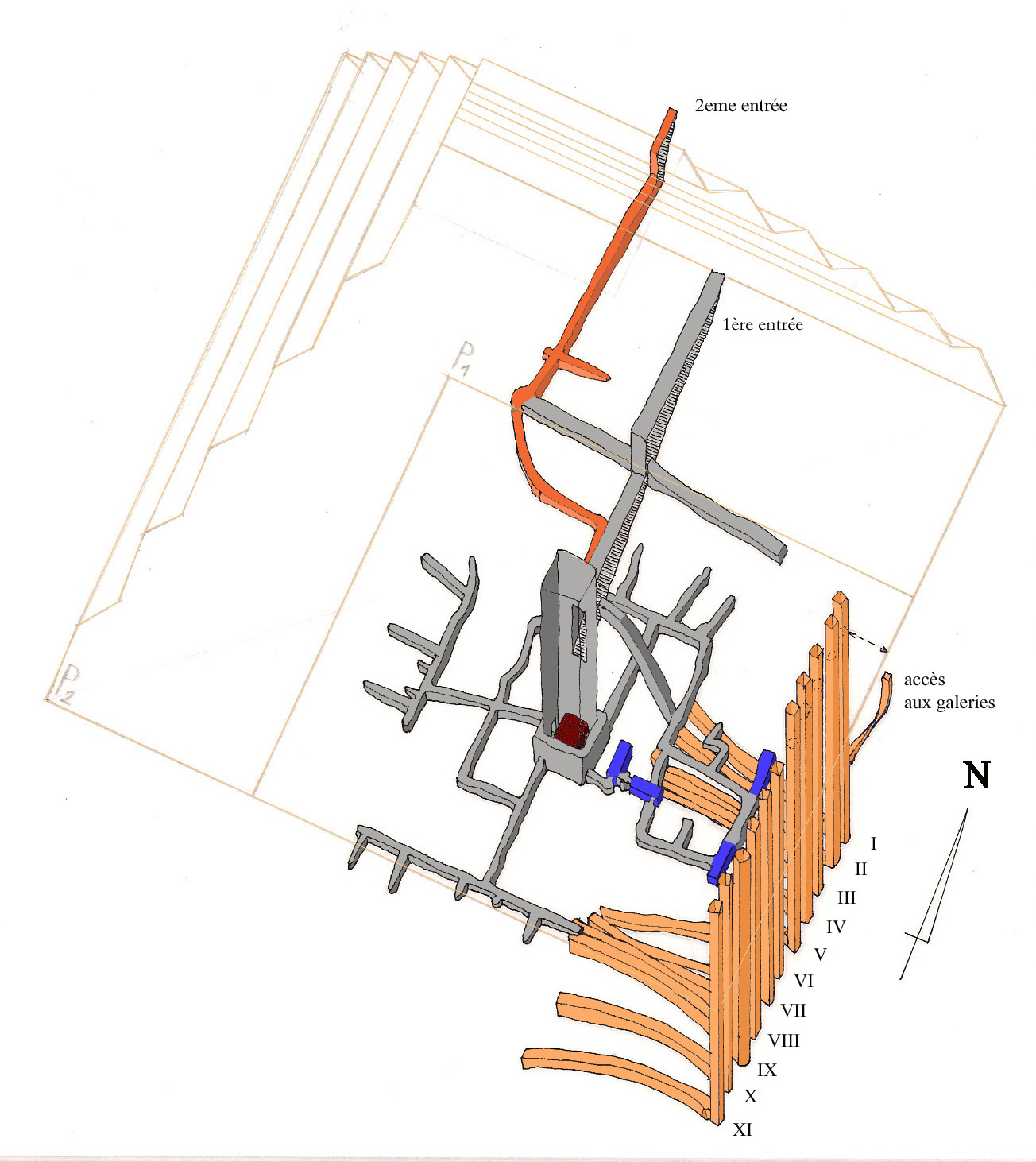
Strukturen under Djosers trappstegspyramid.

Djosers trappstegspyramid är 62,5 meter hög uppdelat på sex avsatser. Kanterna på ytterväggarna lutar 18 till 20 grader inåt. Gravkammaren finns under pyramiden på botten av ett 28 meter djupt schakt uppmurat av stora granitblock. Gravkammaren är av granit och ingången är ett runt hål på ovansidan som spärras av ett mycket tungt granitblock. Runt om gravkammaren löper ett system med underjordiska gallerier som var lagringsplats för de stora mängder varor som följde Djoser i döden. På gravschaktets östra sida förgrenar sig ytterligare ett system av gallerigångar som formar ett fyrkantigt galleri runt ett klippmassiv. Väggarna i gallerigångarna var dekorerade med blågrönt kakel i fajans.
På östra sidan om gravkammaren finns en rad av elva schakt som först leder vertikalt neråt för att sedan vika av in under gravkammaren. I dessa schakten skulle den kungliga familjen begravas men endast de fem nordliga schakten har sten- och träklädda väggar.

## Gravområdet
Inledningsvis var gravområdet 300 x 113 meter, men expanderade under byggets gång till 540 x 278 meter. Gravområdet omslöts av en 10,5 meter hög yttermur. Centralt i gravområdet ligger trappstegspyramiden som är Djosers gravplats. Precis norr om trappstegspyramiden ligger dödstemplet. Innanför gravgårdens södra mur finns sydgraven som är uppbyggd kring ett liknande schakt som finns under trappstegspyramiden. Sydgraven användes sannolikt för att begrava Djosers inälvor efter balsameringen. Mellan gravarna finns stora kultgården. På östra sidan om stora kultgården ligger lilla festgården. Hela området är orienterat mot de fyra väderstrecken med en avvikelse på 3 grader.

## Djosers trappstegspyramid idag
Djosers pyramid är stängd för besökare på grund av den stora rasrisken i de drygt 4 600 år gamla gångarna. 2006 startades ett restaureringsprojekt för att förbättra fasaden och även stärka schakten och gångarna under pyramiden. Projektet stoppades i februari 2013 på grund av problem med finansieringen. Under hösten 2014 rapporterades av egyptiska media att Djosers trappstegspyramid har skadats av restaureringsarbetet. 